# Cao Tiêu
Cao Tiêu (16 tháng 10 năm 1930 – 14 tháng 2 năm 2012), tên thật là Hoàng Ngọc Tiêu, một nhà văn và nhà thơ Việt Nam. Ông cũng là một sĩ quan cao cấp trong Quân lực Việt Nam Cộng hòa, cấp bậc Đại tá, từng giữ chức Cục trưởng Cục Tâm lý chiến thuộc Tổng cục Chiến tranh Chính trị.

## Thân thế
Ông sinh ngày 16 tháng 10 năm 1930 (có tư liệu ghi năm sinh 1929) tại Dưỡng Thông, Kiến Xương, Thái Bình. Xuất thân trong một gia đình Nho học trung lưu khá giả, thuở nhỏ, ông được cho theo học Tiểu học tại Kiến Xương. Khi lên Trung học, ông được gia đình cho ra học ở Thị xã Thái Bình và sau đó lên Hà Nội. Năm 1950, ông tốt nghiệp Trung học Phổ thông chương trình Pháp tại Hà Nội với văn bằng Tú tài toàn phần (Part II).

## Sự nghiệp sĩ quan chính trị
Đầu tháng 1 năm 1951, ông nhập ngũ Quân đội Quốc gia Việt Nam, theo học sĩ quan khóa 4 Lý Thường Kiệt tại trường Võ bị Liên quân Đà Lạt. Sau khi tốt nghiệp với cấp bậc Thiếu úy hiện dịch, ông được điều chuyển về một Tiểu đoàn Bộ binh Việt Nam, phục vụ ở ban Tâm lý chiến của đơn vị, hoạt động tại các tỉnh thuộc vùng đồng bằng Bắc phần. Sau khi Hiệp định Genève được ký kết, trung tuần tháng 7 năm 1954, ông cùng đơn vị di chuyển vào Nam. Đầu tháng 8 cùng năm, ông được chuyển về Bộ Tổng Tham mưu Quân đội Quốc gia phục vụ ở Ban Tác động Tinh thần.
Khi chính thể Đệ Nhất Cộng hòa thành lập, ông tiếp tục phục vụ trong Quân đội Việt Nam Cộng hòa và được thăng cấp Trung úy tại nhiệm. Ngày Quốc khánh Đệ nhất Cộng hòa 26 tháng 10 năm 1959, ông được thăng cấp Đại úy làm Trưởng ban Nhân viên Phòng 5 tại Bộ Tổng Tham mưu.
Sau Đảo chính Việt Nam Cộng hòa 1963, ông được thăng cấp Thiếu tá giữ chức vụ Phó Phòng 5 Bộ Tổng Tham mưu. Năm 1965, Nha Chiến tranh Tâm lý được đổi thành Tổng cục Chiến tranh Chính trị, ông chuyển sang phục vụ tại Bộ chỉ huy Tổng cục. Cùng năm, ông được thăng cấp Trung tá, giữ chức vụ Cục phó Cục Tâm lý chiến.
Ngày 19 tháng 6 năm 1968, ông được thăng cấp Đại tá và được bổ nhiệm chức vụ Cục trưởng Cục Tâm lý chiến, trực thuộc Tổng cục Chiến tranh Chính trị. Ông giữ chức vụ này cho đến cuối tháng 4 năm 1975.

## Hoạt động văn hóa
Trong thời gian công tác tại Cục Tâm lý chiến, ông còn được cử làm Chủ nhiệm Nguyệt san Tiền Phong và Bán Nguyệt san Chiến sĩ Cộng hòa. Năm 1970 ông đoạt giải Văn học Nghệ thuật của Việt Nam Cộng hòa với tác phẩm Hoa trăng. Tác phẩm này đã được Vũ Văn Tuynh phổ nhạc và Bội Ngọc phát hành cùng năm. Năm 1974 ông là thành viên giám khảo môn thơ của giải thưởng Văn học Nghệ thuật.

## Đời tư
Ông và vợ có tất cả 8 người con, trong đó người con thứ 6 là Hoàng Văn Tuyên sinh năm 1965. Cuối tháng 4, cũng như một số sĩ quan cao cấp của Việt Nam Cộng hòa, ông cùng gia đình di tản ra nước ngoài. Sau đó, gia đình ông định cư tại quận Orange, Nam Tiểu bang California, Hoa Kỳ. Tại Hội chợ tết Sinh viên ở Nam California trong nhiều năm, khách du Xuân cũng được thưởng lãm những nét bút đẹp, những bài thơ hay của Thi sĩ Cao Tiêu khi ông khai bút đầu Xuân. Ngày 14 tháng 2 năm 2012, ông từ trần tại nơi định cư, hưởng thọ 82 tuổi.

## Tác phẩm
- Quan niệm về Cái chết qua Thi ca và Triết lý (Tiểu luận, do nhà sách Khai Trí xuất bản năm 1970)[8]
- Sứ trình (Bút ký, do nhà sách Nam Chi Tùng Thư xuất bản năm 1970)[9][10]
- Đăng trình (Thi tập, do nhà sách Ngọc Nữ xuất bản năm 1971)[11][12]
- Cao Tiêu Thi tuyển[c] (gồm các bài thơ chữ Hán do Cao Tiêu dịch sang tiếng Việt,[13] nhà sách Hoàng gia Huynh đệ xuất bản tại California năm 2002)